# Monnina pilosa
Monnina pilosa är en jungfrulinsväxtart som beskrevs av Carl Sigismund Kunth. Monnina pilosa ingår i släktet Monnina och familjen jungfrulinsväxter. Inga underarter finns listade i Catalogue of Life.